# アラスター・グレイ
アラスター・グレイ（Alasdair Gray,1934年12月28日 - 2019年12月29日）はイギリス・スコットランドの小説家、画家、詩人、劇作家。グラスゴー出身。

## 来歴
高校生の時から不定期にショートショートや短編小説を雑誌に投稿していたが、執筆に25年を費やしたデビュー作『ラナーク』によって知られ、ローレンス・スターンを彷彿とさせる饒舌な語り口と、ジェイムズ・ジョイスの影響によるパスティーシュ的用法での多彩な様式を混ぜ込んだ実験的な作風によって、一躍現代文学の代表的作家の仲間入りを果たした。
アンソニー・バージェスに「スコットランドが生んだウォルター・スコット以来の偉大な小説家」と讃えられており、戦後のイギリス文学をリードする作家の一人でもある。また、本格的に執筆活動に力を入れるようになった以前より画家としても活躍し、『ラナーク』をはじめとする自身の著作のほとんどは自らが装画・挿絵・デザインを手がけている。
1992年刊行の『哀れなるものたち』でウィットブレッド賞、Guardian Fiction Prize（ガーディアン賞とは別の賞）を受賞。

## 作品

### 長編小説
- Lanark (1981)　（『ラナーク（英語版）』　国書刊行会）
- 1982, Janine (1984)
- The Fall of Kelvin Walker: A Fable of the Sixties (1985)
- Something Leather (1990)
- McGrotty and Ludmilla (1990)
- Poor Things (1992)　（『哀れなるものたち（英語版）』　早川書房）
- A History Maker (1994)
- Mavis Belfrage (1996)
- Old Men In Love (2007)

### 短編集
- Lean Tales (1985) (with James Kelman and Agnes Owens)
- Unlikely Stories, Mostly (1983) - 高校生の頃から「ラナーク」前後までに発表した短編・中編小説を収録。
- Ten Tales Tall & True (1993)　（『ほら話とほんとうの話、ほんの十ほど』　白水社）
- Mavis Belfrage (1996) - 連作短編集。時に、長編作品の一部ともみなされる。
- The Ends of Our Tethers: 13 Sorry Stories|The Ends of Our Tethers (2003)

### 詩集
- Old Negatives (1989)
- Sixteen Occasional Poems (2000)

### ノンフィクションなど
- Why Scots Should Rule Scotland (1992; revised 1997)
- The Book of Prefaces (ed.) (2000)
- Alasdair Gray: Critical Appreciations and a Bibliography (2001; includes contributions by Gray himself.)

### 戯曲
- Dialogue - A Duet (1971)
- The Loss Of The Golden Silence (1973)
- Homeward Bound - A Trio for Female Chauvinists (1973)
- Sam Lang and Miss Watson - A One Act Sexual Comedy In Four Scenes (1973)
- McGrotty and Ludmilla (1986)
- Working Legs: A Play for Those Without Them (1997)
- Goodbye Jimmy (2006)

### テレビ作品
- Dialogue - A Duet (1972)
- Today and Yesterday
- Martin (Play)

### ラジオ作品
- Dialogue - A Duet (1969)
- The Loss Of The Golden Silence (1973)

## メディアミックス
- 『哀れなるものたち』(2023) - 監督：ヨルゴス・ランティモス、主演：エマ・ストーン